# Robert Bartko
Robert Bartko, född den 23 december 1975 i Potsdam, Tyskland, är en tysk tidigare tävlingscyklist som hade sina största framgångar på bana, där han tog OS-guld i individuellt förföljelselopp och även i lagförföljelseloppet vid Olympiska spelen 2000 i Sydney. Därtill blev han världsmästare i individuellt förföljelselopp 1999, 2005 och 2006, samt i lagförföljelselopp 1999. Även en europamästartitel i madison (i par med Roger Kluge) 2000 och tjugoen sexdagarssegrar återfinns på meritlistan.

## Meriter – landsväg
| 1999 Vinnare av etapp 6 i Sachsen-Tour 2002 2:a totalt i Niedersachsen-Rundfahrt Vinnare av etapp 5 5:a totalt i Ronde van Nederland 2003 Vinnare av etapp 3b (ITT) i Tour de Luxembourg 3:a totalt i Belgien runt | 2004 Vinnare totalt av Driedaagse van West-Vlaanderen Vinnare av prologen (ITT) 2007 3:a i individuellt tempolopp vid Tyska mästerskapen |

## Meriter – bana
| 1996 9:a i lagförföljelselopp 2000 Vinnare av individuellt förföljelselopp Vinnare av lagförföljelseloppet (med Lehmann, Becke och Fulst) 2004 4:a i madison (med Guido Fulst) 4:a i lagförföljelselopp 1998 2:a i lagförföljelselopp (med Fulst, Becke och Lademann) 3:a i individuellt förföljelselopp 1999 Världsmästare i individuellt förföljelselopp Världsmästare i lagförföljelselopp (med Fulst, Becke och Lehmann) 2004 3:a i individuellt förföljelselopp 2005 Världsmästare i individuellt förföljelselopp 2006 Världsmästare i individuellt förföljelselopp 2006 2:a i individuellt förföljelselopp 2008 2:a i omnium (uthållighet) 2009 Europamästare i madison (med Roger Kluge) 2:a i omnium (uthållighet) | 2004 Vinnare av Berlins sexdagars med Guido Fulst 2005 Vinnare av Bremens sexdagars med Andreas Beikirch Vinnare av Münchens sexdagars med Erik Zabel 2006 Vinnare av Stuttgarts sexdagars med Guido Fulst och Leif Lampater 2007 Vinnare av Rotterdams sexdagars med Iljo Keisse Vinnare av Amsterdams sexdagars med Iljo Keisse Vinnare av Gents sexdagars med Iljo Keisse 2008 Vinnare av Bremens sexdagars med Iljo Keisse Vinnare av Stuttgarts sexdagars med Iljo Keisse och Leif Lampater Vinnare av Münchens sexdagars med Iljo Keisse Vinnare av Gents sexdagars med Iljo Keisse 2009 Vinnare av Berlins sexdagars med Erik Zabel Vinnare av Amsterdams sexdagars med Roger Kluge Vinnare av Apeldoorns sexdagars med Léon van Bon och Pim Ligthart 2010 Vinnare av Amsterdams sexdagars med Roger Kluge Vinnare av Zürichs sexdagars med Danilo Hondo 2011 Vinnare av Bremens sexdagars med Robert Bengsch Vinnare av Berlins sexdagars med Roger Kluge Vinnare av Gents sexdagars med Kenny De Ketele 2012 Vinnare av Bremens sexdagars med Peter Schep 2014 Vinnare av Köpenhamns sexdagars med Marcel Kalz |